# Le Bossu (film, 1944)
Pour les articles homonymes, voir Le Bossu (homonymie).
Pour plus de détails, voir Fiche technique et Distribution.
Le Bossu est un film français réalisé par Jean Delannoy, sorti en salles notamment à Paris en 1944.
Il s'agit d'une adaptation, la 5e connue dont la 4e francophone, du roman du Français Paul Féval Le Bossu, publié sous la forme d'un feuilleton dans le journal Le Siècle du 7 mai au 15 août 1857, puis relié en volume en 1858.

## Synopsis
Le chevalier Henri de Lagardère veut venger la mort de son ami le duc Philippe de Nevers, assassiné par le prince de Gonzague quelques années auparavant. Il va pour ce faire se grimer en un bossu doté d'une identité propre, aux visage, voix et allure vestimentaire également transformées.

## Fiche technique
- Titre : Le Bossu
- Réalisation : Jean Delannoy
- Scénario : Bernard Zimmer, d'après le roman de Paul Féval publié en 1857.
- Musique : Georges Auric
- Photographie : Christian Matras
- Son : Jean Rieul
- Costumes : Georges Annenkov
- Directeur de production : Pierre Danis
- Sociétés de production : Jason Films - Regina Films (Paris)
- Pays :  France
- Format : noir et blanc
- Durée : 110 minutes
- Date(s) de sortie : le 6 décembre 1944 à Paris (France)
- Affiches : Jacques Bonneaud, Pierre Segogne (France)

## Distribution
- Pierre Blanchar : le chevalier Henri de Lagardère, le bossu
- Yvonne Gaudeau : Aurore de Caylus et sa fille Claire de Nevers
- Jacques Louvigny : Cocardasse
- Roger Caccia : Passepoil
- Jean Marchat : Philippe d'Orléans, le Régent
- Paul Bernard : Philippe de Gonzague
- Lucien Nat : Peyrolles
- Hélène Vercors : Flore, la fausse fille de Nevers
- Raphaël Patorni
- Jean Toulout
- Georges Lannes
- Edmond Beauchamp : le gaucher
- Gaston Modot
- Henry Valbel
- Dargout
- Alain Durthal
- André Carnège
- Jean Marconi